# トム・ダニエルソン
トーマス・ダニエルソン（Thomas Danielson、1978年3月13日 - ）は、アメリカ合衆国、イースト・ライム（コネティカット州）出身の自転車競技（ロードレース）選手。

## 経歴
2002年
- ツアー・オブ・チンハイレイク総合優勝。

2003年
- ツール・ド・ランカウイ総合優勝。

2005年、ディスカバリーチャンネルに移籍。
- ツール・ド・ジョージア総合優勝
- ブエルタ・ア・エスパーニャ総合7位。

2006年
- オーストリア一周総合優勝。
- ブエルタ・ア・エスパーニャでは第17ステージを制し、総合6位に食い込んだ。

2008年、スリップストリーム（現 ガーミン・シャープ）に移籍。
2010年
- ブエルタ・ア・エスパーニャ総合9位。

2011年
- ツアー・オブ・カリフォルニア 総合3位
- ツール・ド・スイス　総合9位
- ツール・ド・フランス 総合9位
- ツアー・オブ・ユタ　総合5位
- USAプロ・サイクリング・チャレンジ　総合4位

2012年
- カタルーニャ一周　総合12位
- バスク一周　総合20位
- ツアー・オブ・カリフォルニア 総合3位
- ツール・ド・スイス 総合7位
- ツアー・オブ・ユタ　総合11位
  - 第2ステージ　優勝
- USAプロ・サイクリング・チャレンジ 総合7位
- 10月10日、過去にドーピングを行っていた事を認め、全米アンチドーピング機関(USADA)は6ヶ月の出場停止と2005年3月1日～2006年9月23日の成績の剥奪処分を下した[1]。

2013年
- カタルーニャ一周　総合10位
- バスク一周　総合11位
- ツール・ド・ロマンディ 総合4位

2014年
- ツアー・オブ・ユタ 第4ステージ優勝・総合優勝
- USAプロ・サイクリング・チャレンジ 総合2位

2015年
- ボルタ・シクリスタ・ア・カタルーニャ 山岳賞

同年のツール・ド・スイスをもって引退。

## 選手としての特徴
北米でも北方の先住民族であるイヌイットの血を引いていることから、防寒のために脂質がエネルギーとして使われず蓄積されやすいという身体的特質を持っている。これが理由でハンガーノックになり易いというロードレース選手に於いては致命的とも言えるハンディキャップを抱えている。
その為グランツールなど長期間のレースでは好調な出だしであっても突如不調に陥ることがあるなど好不調の波が大きいが、ヒルクライムレースのコースレコード（アメリカのエバンス山とワシントン山）を複数持ち、2009年のブエルタ・ア・ブルゴスではステージ1勝・総合3位という好成績を残せることから「（好調ならば）コンタドール級の身体能力がある」と評価されている。